# Giải BAFTA lần thứ 53
Giải BAFTA lần thứ 53 được trao bởi Viện Hàn lâm Nghệ thuật Điện ảnh và Truyền hình Anh Quốc năm 2000 để tôn vinh những bộ phim xuất sắc nhất năm 1999.
Vẻ đẹp Mỹ của Sam Mendes đoạt giải Phim hay nhất, Nam diễn viên chính (Kevin Spacey), Nữ diễn viên chính (Annette Bening), Quay phim, Dựng phim và Nhạc phim xuất sắc nhất. Jude Law (The Talented Mr. Ripley) và Maggie Smith (Tea with Mussolini) đoạt giải Nam và Nữ diễn viên phụ xuất sắc nhất. Pedro Almodóvar, đạo diễn của phim Todo sobre mi madre (All About My Mother), đoạt giải Đạo diễn xuất sắc nhất. East Is East được chọn là phim Anh hay nhất.
Lễ trao giải diễn ra tại Odeon Leicester Square ở Luân Đôn với người dẫn chương trình là Jack Docherty.

## Chiến thắng và đề cử

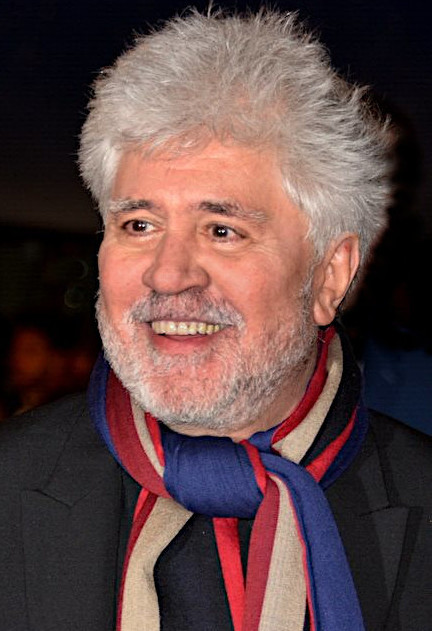
Pedro Almodóvar, Đạo diễn xuất sắc nhất

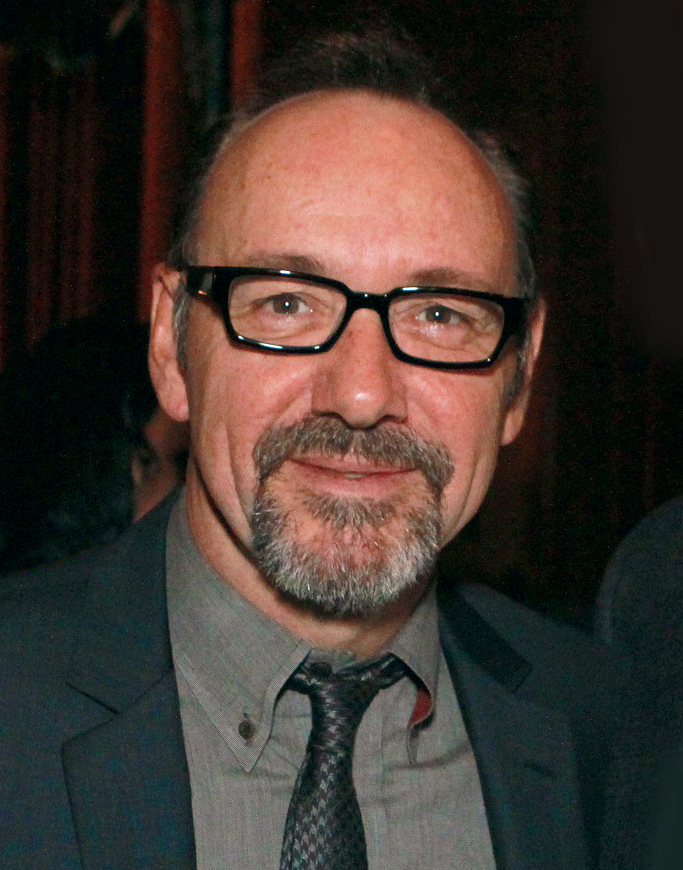
Kevin Spacey, Nam diễn viên chính xuất sắc nhất

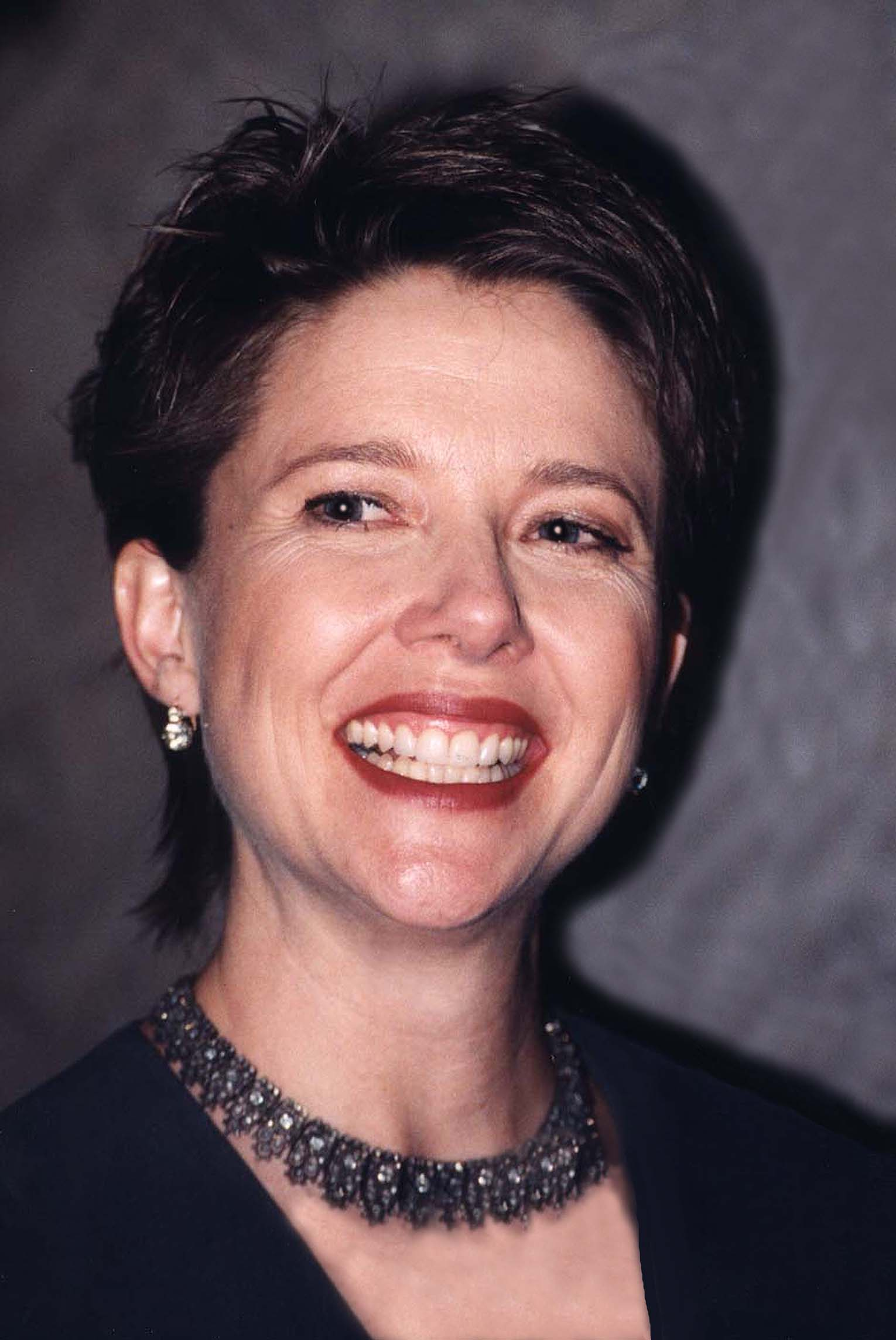
Annette Bening, Nữ diễn viên chính xuất sắc nhất

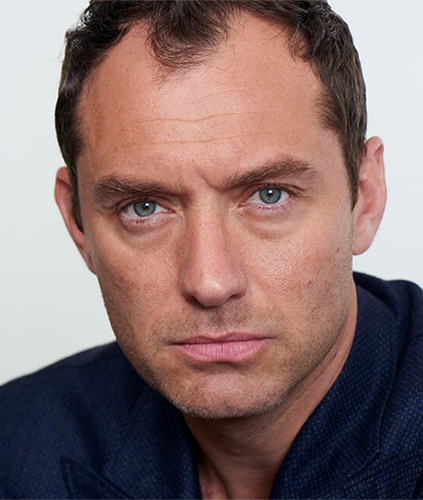
Jude Law, Nam diễn viên phụ xuất sắc nhất

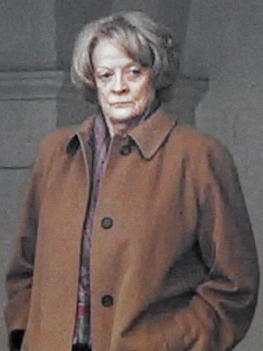
Maggie Smith, Nữ diễn viên phụ xuất sắc nhất

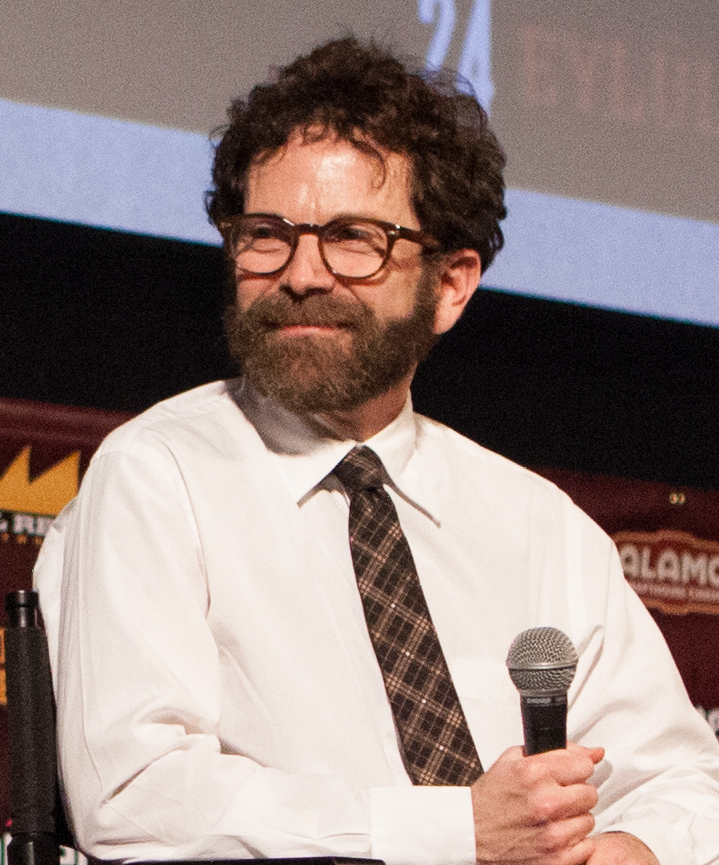
Charlie Kaufman, Kịch bản gốc xuất sắc nhất

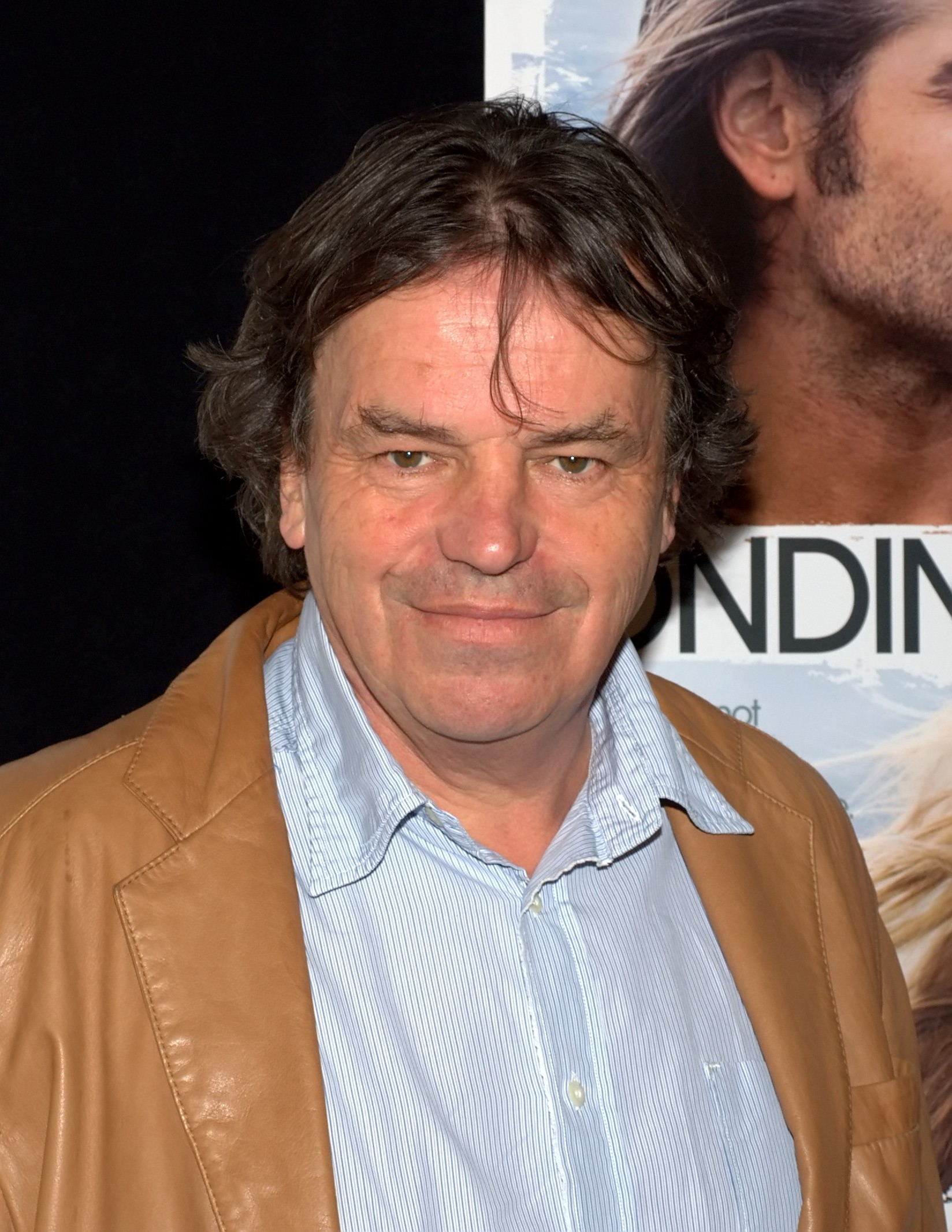
Neil Jordan, Kịch bản chuyển thể xuất sắc nhất

| Phim hay nhất Vẻ đẹp Mỹ – Bruce Cohen và Dan Jinks - East Is East – Leslee Udwin - The End of the Affair – Stephen Woolley và Neil Jordan - Giác quan thứ sáu – Frank Marshall, Kathleen Kennedy và Barry Mendel - The Talented Mr. Ripley – William Horberg và Tom Sternberg | xuất sắc nhất Pedro Almodóvar – All About My Mother - Anthony Minghella – The Talented Mr. Ripley - M. Night Shyamalan – Giác quan thứ sáu - Neil Jordan – The End of the Affair - Sam Mendes – Vẻ đẹp Mỹ |
| Nam diễn viên chính xuất sắc nhất Kevin Spacey – Vẻ đẹp Mỹ vai Lester Burnham - Jim Broadbent – Topsy-Turvy vai W. S. Gilbert - Om Puri – East Is East vai Zahir Khan - Ralph Fiennes – The End of the Affair vai Maurice Bendrix - Russell Crowe – The Insider vai Jeffrey Wigand | Nữ diễn viên chính xuất sắc nhất Annette Bening – Vẻ đẹp Mỹ vai Carolyn Burnham - Emily Watson – Angela's Ashes vai Angela McCourt - Julianne Moore – The End of the Affair vai Sarah Miles - Linda Bassett – East Is East vai Ella Khan |
| Nam diễn viên phụ xuất sắc nhất Jude Law – The Talented Mr. Ripley vai Dickie Greenleaf - Michael Caine – The Cider House Rules vai Wilbur Larch - Rhys Ifans – Notting Hill vai Spike - Timothy Spall – Topsy-Turvy vai Richard Temple - Wes Bentley – Vẻ đẹp Mỹ vai Ricky Fitts | Nữ diễn viên phụ xuất sắc nhất Maggie Smith – Tea with Mussolini vai Lady Hester Random - Cameron Diaz – Being John Malkovich vai Lotte Schwartz - Cate Blanchett – The Talented Mr. Ripley vai Meredith Logue - Mena Suvari – Vẻ đẹp Mỹ vai Angela Hayes - Thora Birch – Vẻ đẹp Mỹ vai Jane Burnham |
| Kịch bản gốc xuất sắc nhất Being John Malkovich – Charlie Kaufman - All About My Mother – Pedro Almodóvar - Vẻ đẹp Mỹ – Alan Ball - Giác quan thứ sáu – M. Night Shyamalan - Topsy-Turvy – Mike Leigh | Kịch bản chuyển thể xuất sắc nhất The End of the Affair – Neil Jordan - East Is East – Ayub Khan Din - An Ideal Husband – Oliver Parker - The Talented Mr. Ripley – Anthony Minghella |
| Quay phim xuất sắc nhất Vẻ đẹp Mỹ – Conrad Hall - Angela's Ashes – Michael Seresin - The End of the Affair – Roger Pratt - Ma trận – Bill Pope - The Talented Mr. Ripley – John Seale | Thiết kế phục trang xuất sắc nhất Sleepy Hollow – Colleen Atwood - The End of the Affair – Sandy Powell - An Ideal Husband – Caroline Harris - Tea with Mussolini – Jenny Beavan, Anna Anni và Alberto Spiazzi |
| Dựng phim xuất sắc nhất Vẻ đẹp Mỹ – Tariq Anwar và Christopher Greenbury - Being John Malkovich – Eric Zumbrunnen - Ma trận – Zach Staenberg - Giác quan thứ sáu – Andrew Mondshein | Hóa trang và làm tóc xuất sắc nhất Topsy-Turvy – Christine Blundell - Vẻ đẹp Mỹ – Tania McComas và Carol O'Connell - The End of the Affair – Christine Beveridge - An Ideal Husband – Peter King |
| Nhạc phim hay nhất Vẻ đẹp Mỹ – Thomas Newman - Buena Vista Social Club – Ry Cooder và Nick Gold - The End of the Affair – Michael Nyman - The Talented Mr. Ripley – Gabriel Yared | Thiết kế sản xuất xuất sắc nhất Sleepy Hollow – Rick Heinrichs - Vẻ đẹp Mỹ – Naomi Shohan - Angela's Ashes – Geoffrey Kirkland - The End of the Affair – Anthony D. G. Pratt - Ma trận – Owen Paterson |
| Âm thanh xuất sắc nhất Ma trận – David Lee, John T. Reitz, Gregg Rudloff, David E. Campbell và Dane Davis - Vẻ đẹp Mỹ – Scott Martin Gershin, Scott Millan, Bob Beemer và Richard Van Dyke - Buena Vista Social Club – Martin Moller và Jerry Boys - Chiến tranh giữa các vì sao: Tập I – Hiểm họa bóng ma – Ben Burtt, Tom Bellfort, John Midgley, Gary Rydstrom, Tom Johnson và Shawn Murphy | Hiệu ứng hình ảnh đặc biệt xuất sắc nhất Ma trận – John Gaeta, Steve Courtley, Janek Sirrs và Jon Thum - Đời con bọ – William Reeves, Eben Fiske Ostby, Rick Sayre và Sharon Calahan - Xác ướp – John Berton, Daniel Jeannette, Ben Snow và Chris Corbould - Sleepy Hollow – Jimmy Mitchell, Kevin Yagher, Joss Williams và Paddy Eason - Chiến tranh giữa các vì sao: Tập I – Hiểm họa bóng ma – John Knoll, Dennis Muren, Scott Squires và Rob Coleman |
| Phim Anh hay nhất East Is East – Leslee Udwin và Damien O'Donnell - Notting Hill – Duncan Kenworthy và Roger Michell - Onegin – Ileen Maisel, Simon Bosanquet và Martha Fiennes - Ratcatcher – Gavin Emerson và Lynne Ramsay - Topsy-Turvy – Simon Channing Williams và Mike Leigh - Wonderland – Michele Camarda, Andrew Eaton và Michael Winterbottom                                        | Đạo diễn, Biên kịch, Nhà sản xuất đầu tay người Anh nổi bật Ratcatcher – Lynne Ramsay (Biên kịch/Đạo diễn) - East Is East – Ayub Khan Din (Biên kịch) - Human Traffic – Justin Kerrigan (Biên kịch/Đạo diễn) - Waking Ned – Kirk Jones (Biên kịch/Đạo diễn) |
| Phim hoạt hình ngắn hay nhất The Man with the Beautiful Eyes – Jonathan Bairstow và Jonathan Hodgson - Jolly Roger – Claire Jennings, Mark Baker và Neville Astley - The Old Man and the Sea – Bernard Lajoie, Tatsuo Shimamura và Aleksandr Petrov - The Periwig-Maker – Annette Schaffler và Steffen Schaffler                                                                               | Phim ngắn hay nhất Who's My Favourite Girl? – Joern Utkilen, Kara Johnston và Adrian J. McDowall - Bait – Soledad Gatti-Pascual, Tom Shankland và Jone Harris - Perdie – Rachel Shadick and Faye Gilbert - The Tale of the Rat That Wrote – Ruth Kenley-Letts, Lisa-Marie Russo, Billy O'Brien and Murilo Pasta |
| Phim không nói tiếng Anh hay nhất All About My Mother – Agustín Almodóvar và Pedro Almodóvar - Buena Vista Social Club – Ulrich Felsberg, Deepak Nayar và Wim Wenders - Festen – Birgitte Hald và Thomas Vinterberg - Run Lola Run – Stefan Arndt và Tom Tykwer | |

## Thống kê
| Số lượng | Phim                                                  |
| -------- | ----------------------------------------------------- |
| 14       | Vẻ đẹp Mỹ                                             |
| 10       | The End of the Affair                                 |
| 7        | The Talented Mr. Ripley                               |
| 6        | East Is East                                          |
| 5        | Ma trận                                               |
| 5        | Topsy-Turvy                                           |
| 4        | Giác quan thứ sáu                                     |
| 3        | All About My Mother                                   |
| 3        | Angela's Ashes                                        |
| 3        | Being John Malkovich                                  |
| 3        | Buena Vista Social Club                               |
| 3        | An Ideal Husband                                      |
| 3        | Sleepy Hollow                                         |
| 2        | Notting Hill                                          |
| 2        | Ratcatcher                                            |
| 2        | Chiến tranh giữa các vì sao: Tập I – Hiểm họa bóng ma |
| 2        | Tea with Mussolini                                    |

| Số lượng | Phim                |
| -------- | ------------------- |
| 6        | Vẻ đẹp Mỹ           |
| 2        | All About My Mother |
| 2        | Ma trận             |
| 2        | Sleepy Hollow       |